# Lauri
Lauri is een bestuurslaag in het regentschap Nias van de provincie Noord-Sumatra, Indonesië. Lauri telt 1161 inwoners (volkstelling 2010).